# Olga Preobrazjenskaja
Olga Iosifovna Preobrazjenskaja, född 2 februari 1871 i Sankt Petersburg, död 27 december 1962 i Frankrike, var en rysk ballerina. Hon var lärare åt bland andra Tamara Toumanova och Margot Fonteyn.